# Поминовение далеков
Поминовение далеков (англ. Remembrance of the Daleks) — первая серия двадцать пятого сезона британского научно-фантастического телесериала «Доктор Кто», состоящая из четырёх эпизодов, которые были показаны в период с 5 по 26 октября 1988 года.

## Сюжет
Доктор и Эйс прибывают в Шордитч в 1963 году и сразу знакомятся с профессором Дженсеном и сержантом Майком Смитом, отслеживающими главный источник магнитных флуктуаций снаружи школы Коал Хилл. Их вызывают на второстепенный источник на свалке на Тоттерс Лэйн, где капитана Гилмора и его людей атакует далек, которого уничтожает Доктор с помощью взрывчатки Эйс, Нитро-9.
Тем временем Майка вербует его друг мистер Рэтклифф, чья группировка действует из склада стройматериалов. Его агенты восстанавливают остатки далека, которые Рэтклифф отдает боевому компьютеру далеков, спрятанному в его офисе. Доктор, обеспокоенный присутствием "неправильного далека" отправляется с Эйс в школу и с разрешения директора начинает обыск. Доктор раскрывает Эйс, что далеки следуют сюда, чтобы заполучить Руку Омеги, которую Доктор спрятал на Земле, когда впервые прибыл сюда. В подвале школы Доктор находит трансмат, который отключает, чем вызывает смотрящего за ним далека. Эйс сбегает из подвала, который тут же запирает директор, порабощенный далеками, а далек взлетает по лестнице навстречу Доктору. Эйс удается победить директора, освободить Доктора и взорвать далека противотанковой ракетой.
Обеспокоившись присутствием двух фракций далеков Доктор решает похоронить прошлое и оставляет Эйс со Смитом. Устройство Омеги хранится в местном похоронном бюро, и Доктор перевозит летящий гроб в свежевыкопанную могилу, за чем наблюдает Смит. Доктор, Смит, Дженсен и ее помощник Эллисон отправляются на базу Гилмора, где обнаруживают корабль далеков на орбите Земли. Отряд имперских далеков перемещается через трансмат, починенный директором. Доктор запрещает военное вмешательство, предупреждая о возможных ответах со стороны имперской фракции. Он с помощью глушилки влезает в системы управления далеков.
Эйс, соскучившись, вспоминает, что оставила магнитофон в школе. Она возвращается и замечает имперских далеков в школе. Пробившись через далеков с помощью бейсбольной биты, усиленной Устройством Омеги, она попадается в окружение трех далеков, но ее спасает отряд солдат во главе с Доктором, который после этого уничтожает трансмат. Узнав о месте захоронения, Рэтклифф со своими людьми начинают раскопки. За этим наблюдает молчаливая школьница. Имперские далеки замечают раскопки, и Император высылает шаттл, чтобы забрать Устройство у Серых далеков-отступников.
Доктор посылает Гилмора и его людей на оборону школы и объясняет Эйс, что две фракции воюют за Устройство Омеги, которое дало галлифрейцам тайну времени. Рэтклифф отдает устройство Боевому Компьютеру, который управляется той самой школьницей, но Серые далеки убивают людей Рэтклиффа, берут его в плен, и собираются похитить устройство с помощью Контроллера времени. Не желая, чтобы эта фракция получила Устройство, Доктор отключает контроллер и убегает в школу, где во дворе приземляется шаттл имперских далеков.
Имперские далеки отправляются на встречу с Отступниками, и теснят их к их базе. Узнав, что Смит - агент Рэтклиффа, Гилмор задерживает Смита, но тот сбегает на базу Отступников, где вместе с Рэтклиффом похищает Контроллер времени. Главный далек приказывает подконтрольной школьнице преследовать их, и ей удается убить Рэтклиффа и настигнуть Смита. Имперские возвращаются на корабль с Устройством. Доктор решает использовать остатки трансмата для связи с кораблем далеков. Доктор просит Эйс проследить за Смитом.
Доктор появляется на экране мостика Имперского корабля и просит отменить запуск Устройства. Император, которым оказывается Даврос, сообщает о планах победить повелителей времени и решает отправить Устройство на солнце Скаро. Но Устройство создает сверхновую, которая уничтожает дом Далеков и врезается в корабль далеков сразу после того, как шлюпка с Давросом отделяется от корабля. Доктор объявляет, что устройство направляется домой на Галлифрей.
Эйс ловит Смит, все еще держащий Контроллер времени. Школьница выслеживает и убивает его, после чего обращает свое внимание на Эйс. Доктор находит Главного далека, который, поняв свой проигрыш, самоуничтожается и ломает контроль над школьницей. На похоронах Смита Эйс спрашивает у Доктора, все ли они сделали правильно. Доктор отвечает: "Время покажет. Оно всегда показывает."

## Трансляции и отзывы
| Эпизод            | Дата показа     | Продолжительность | Телезрители (в миллионах) |
| ----------------- | --------------- | ----------------- | ------------------------- |
| «Часть 1»         | 5 октября 1988  | 24:33             | 5,5                       |
| «Часть 2»         | 12 октября 1988 | 24:31             | 5,8                       |
| «Часть 3»         | 19 октября 1988 | 24:30             | 5,1                       |
| «Часть 4»         | 26 октября 1988 | 24:36             | 5,0                       |
| [ 1 ] [ 2 ] [ 3 ] |                 |                   |                           |

## Факты
- Это последнее появление Давроса в классическом сериале. Чтобы скрыть его присутствие в титрах вместо Терри Моллоя был указан Рой Тромелли.
- Компьютер был озвучен Джоном Лисоном, голосом K-9, компаньона Четвёртого Доктора.
- Серия, являясь первой в юбилейном двадцать пятом сезоне, содержит множество отсылок к старым сериям: гробовщик упоминает о Докторе как о «старике с седой прической» (намекая на Первого Доктора), слепой викарий упоминает смену голоса Доктора (на что тот отвечает, что тот менялся несколько раз), действие серии происходит в 1963 году (время действия первого эпизода первой серии сериала, «Неземное дитя»), в том числе в школе Коал Хилл и свалке на Тоттерс-Лэйн (в первой училась внучка Доктора Сьюзен Форман, и работали Йен Честертон и Барбара Райт (все трое были первымы тремя спутниками Доктора), на второй находилась ТАРДИС в первой серии), Эйс находит книгу Сьюзен о Французской Революции, Доктор по ошибке называет капитана Гилмора Бригадиром (отсылка к Бригадиру Летбридж-Стюарту, командующим ЮНИТ, организацией, похожей на отряд Гилмора), серия отсылает к событиям серий «Вторжение далеков на Землю», «Происхождение далеков», «Террор зайгонов» и «Паутина страха», устройство, используемое Доктором, похоже на устройство из серии «Планета далеков», а диалог между Гилмором и научным советником Рэйчел (похожей на Лиз Шоу) отсылает к диалогу между Бригадиром и Лиз в серии «Острие из космоса».
- Рэйчел упоминает Бернарда из «Британской ракетной группы». Это отсылка к Бернарду Куотермассу и его «Британской экспериментальной ракетной группе» из сериалов «Куотермасс».
- Серия содержит мета-отсылку: когда Эйс уходит из дома, диктор по телевидению говорит: «Это телевидение BBC, сейчас четверть шестого, и наш субботний показ продолжается приключением в новом научно-фантастическом сериале „Док-“», но сцена обрывается до конца фразы. Впрочем, изначально в этой сцене должен был упоминаться сериал «Профессор Икс».
- Доктор называет себя Президентом Высшего совета Галлифрея, хотя был снят с этой должности в серии «Таинственная планета», а в серии «Совершенный враг» отказался от возвращения на этот пост.
- Изначально серия должна была стать началом сюжетной ветки о раскрытии тайны личности Доктора, но прекращение производства сериала в 1989 году поставило на этих планах крест.
- Режиссер серии Эндрю Морган был отстранен от производства сериала за превышение бюджета.
- Летающий далек был создан как ответ на претензии, что далеки не могут преодолеть лестницы, а также как часть клиффхэнгера первого эпизода.
- Это одна из немногих серий сериала, начинающихся не с начальных титров. Начальная сцена содержит аудиовставки из речи Джона Ф. Кеннеди в Американском университете, речи «У меня есть мечта» Мартина Лютера Кинга и множества популярных песен того времени.